# Storie e confessioni
| Recensione              | Giudizio |
| ----------------------- | -------- |
| Dizionario del Pop-Rock |          |
| 24.000 dischi           |          |

Storie e confessioni è il terzo album in studio del gruppo musicale italiano Dik Dik, pubblicato dall'etichetta discografica Dischi Ricordi nell'agosto del 1973.
L'album è prodotto da Natale Massara. Delle 11 tracce, 6 sono cover in italiano di brani originariamente interpretati in inglese.
Che farei (Tell Me Why) e Noi soli (Birds) sono di Neil Young; E ho bisogno di te (I Need You to Turn To) e Ma tu chi sei (Bad Side of the Moon) sono di Elton John (e Bernie Taupin); Confessione (Pilgrim Progress) è una cover dei Procol Harum e infine Non si può (Love to Survive) di Gary Wright.

## Tracce

### LP
Lato A
1. Che farei (Tell Me Why) – 2:57 (Neil Young; adattamento testo e musica di Sbrigo (Giancarlo Sbriziolo))
2. Tra i fiori rossi di un giardino – 3:27 (Sbrigo (Giancarlo Sbriziolo), Erminio Salvaderi, Natale Massara)
3. Noi soli (Birds) – 2:32 (Neil Young; adattamento testo e musica di Sbrigo (Giancarlo Sbriziolo))
4. Ma perché – 3:50 (Sbrigo (Giancarlo Sbriziolo), Erminio Salvaderi, Natale Massara)
5. E ho bisogno di te (I Need You to Turn To) – 2:30 (Bernie Taupin, Elton John; adattamento testo e musica di Sbrigo (Giancarlo Sbriziolo))
6. Storia di periferia – 4:40 (Riccardo Zara, Claudio Daiano)

Lato B
1. Confessione (Pilgrim Progress) – 2:58 (adattamento testo e musica di Maurizio Vandelli)
2. Ma tu chi sei (Bad Side of the Moon) – 4:04 (Bernie Taupin, Elton John: adattamento testo e musica di Maurizio Piccoli)
3. Libero – 4:04 (Erminio Salvaderi, Mario Totaro, Sbrigo (Giancarlo Sbriziolo))
4. Non si può (Love to Survive) – 4:35 (Gary Wright; adattamento testo e musica di Maurizio Vandelli)
5. È nel mio cuore ancora – 3:58 (Maurizio Fabrizio, Mogol)

## Formazione
- Pietruccio Montalbetti – voce, chitarra
- Erminio Salvaderi – voce, chitarra
- Mario Totaro – tastiere
- Giancarlo Sbriziolo – voce, basso
- Sergio Panno – batteria

Note aggiuntive
- Natale Massara – realizzazione e conduttore orchestra